# Prêmio Químico Pioneiro
Prêmio Químico Pioneiro (em inglês:  Chemical Pioneer Award) é uma condecoração do Instituto de Químicos dos Estados Unidos para trabalhos de destaque em química, em ciência da engenharia química e por conquistas na profissão de químico.

## Laureados[2]
- 1966: Carl Barnes, Johan Bjoksten, Herman A. Bruson, Charles H. Fisher, Robert M. Joyce, Charles C. Price, Eugene George Rochow
- 1967: Vladimir Haensel, William E. Hanford, Henry B. Hass, Carl Shipp Marvel, Benjamin Phillips, David W. Young
- 1968: Ralph A. Connor, James D. Idol, Glenn Theodore Seaborg, Max Tishler
- 1969: Orlando A. Battista, Irving E. Levine, Roy Plunkett, William Toland, Harold Clayton Urey, Hervery H. Voge
- 1970: Gerald J. Cox, Tracy Hall, Foter D. Snell, William Joseph Sparks
- 1971: C. Kenneth Banks, Oliver W. Burke, Sterling Handricks, Everett C. Huges, Joseph H. Simons
- 1972: Paul Hogan, Hermann Mark, Alex G. Oblad, E. Emmett Reid, Lewis Hastings Sarett
- 1973: Melvin A. Cook, Carl Djerassi, Paul John Flory, Percival C. Keith, Bart Van't Riet
- 1974: Charles C. Hobbs, Samuel E. Home, Charles J. Plank, Paul B. Weisz
- 1975: Herbert Charles Brown, Rachel Fuller Brown, Elizabeth Lee Hazen, Linus Carl Pauling, Christiaan Van Dijk
- 1976: Rowland C. Hansford, Edwin T. Mertz, Wilson C. Reeves, Jerome S. Spevack
- 1977: John Kollar, Henry McGrath, Donald F. Othmer
- 1978: George E. F. Brewer, Karl Klager, Lewis G. MacDoowell, John Patton
- 1979: Karl P. Cohen, Paul Harteck, Barnett Rosenberg, Leo Sternbach, Alejandro Zaffaroni
- 1980: Paul Hugh Emmett, Denis Forster, Stephanie Kwolek, Robert M. Milton
- 1981: Robert L. Banks, Elias James Corey Jr., Ralph Landau, Quentin F. Soper
- 1982: Alexander Mills, Herman Pines, Roy L. Pruett, Alfred Saffer
- 1983: Harry George Drickamer, Allen S. Russell, Barry Trost
- 1984: Isabella Karle, Robert MacAllister, Alan MacDiarmid, Ira E. Puddington
- 1985: William Breneman, Alan S. Hay, Raymond Seymour, Otto Vogl
- 1986: Harry W. Cover, Robert D. Lundberg, James F. Rooth, Howard Zimmerman
- 1987: Federick E. Bailey, James Economy, Herbert S. Eleuterio, Daniel W. Fox
- 1988: Frederick J. Karol, George Robert Pettit, Barry Sharpless, John H. Sinfelt, Robert C. West
- 1989: Harry R. Allcock, Herman S. Bloch, David R. Bryant, Burton Christenson
- 1990: Frank Albert Cotton, Michael J. S. Dewar, James L. Dye, Paul G. Gassman
- 1991: Michel Boudart, Edith M. Flanigen, Herbert S. Gutowsky, Jack Halpern
- 1992: Fred Basolo, Ralph Hirschmann, George W. Parshall, Gilbert Stork
- 1993: Derek H. R. Barton, Robert Bruce Merrifield, George A. Olah, Jule A. Rabo
- 1994: Norman L. Allinger, Frederick Hawthorne, John D. Roberts, Alan H. Cowley
- 1995: Ray Baughman, Ralph Parson, Gábor A. Somorjai, Owen Webster
- 1996: William Hettinger, George Keller, Fred McLafferty, Kyriacos Costa Nicolaou
- 1997: Gregory Choppin, Attila E. Pavlath, Jerrold Meinwald, Murray Goodman
- 1998: John E. Bercaw, Stephen J. Benkovic, Albert I. Meyers
- 2000: Richard A. Adams, Robert Bergman, Lawrence F. Dahl, Wilfried Mortier, Kenner Rice
- 2002: Gerald Jaouen, Julius Rebek
- 2004: Keki H. Gharda, Eric Jacobsen, Michael Pirrung
- 2005: Bassam Shakhashiri, Steven L. Suib, C. N. R. Rao
- 2006: Glenn Crosby, David Devraj Kumar
- 2007: Magid Abou-Gharbia, Dennis Y. M. Lo, Alan G. Marshall
- 2008: E. Gerald Meyer, Barnaby Munson
- 2009: Keith Carron, Debashsi Mukherjee
- 2010: Sossina M. Haile
- 2011: James Christner
- 2012: Robert Lochhead, Helen Murray Free
- 2013: Henry Schaefer, Tom Tritton
- 2014: Anthony Cheetham, Ann M. Valentine, Robert Langer
- 2015: Não houve premiação
- 2016: Rebecca Cann
- 2017: Paul A. Craig